# Jardin botanique de Lund
Le jardin botanique de Lund est un jardin botanique situé à Lund, dans le sud de la Suède. Il est détenu et administré par l'université de Lund. Il contient 7 000 espèces de plantes réparties dans les serres ou à l'air libre, dans les 8 hectares du parc. Il est classé monument historique depuis 1975.

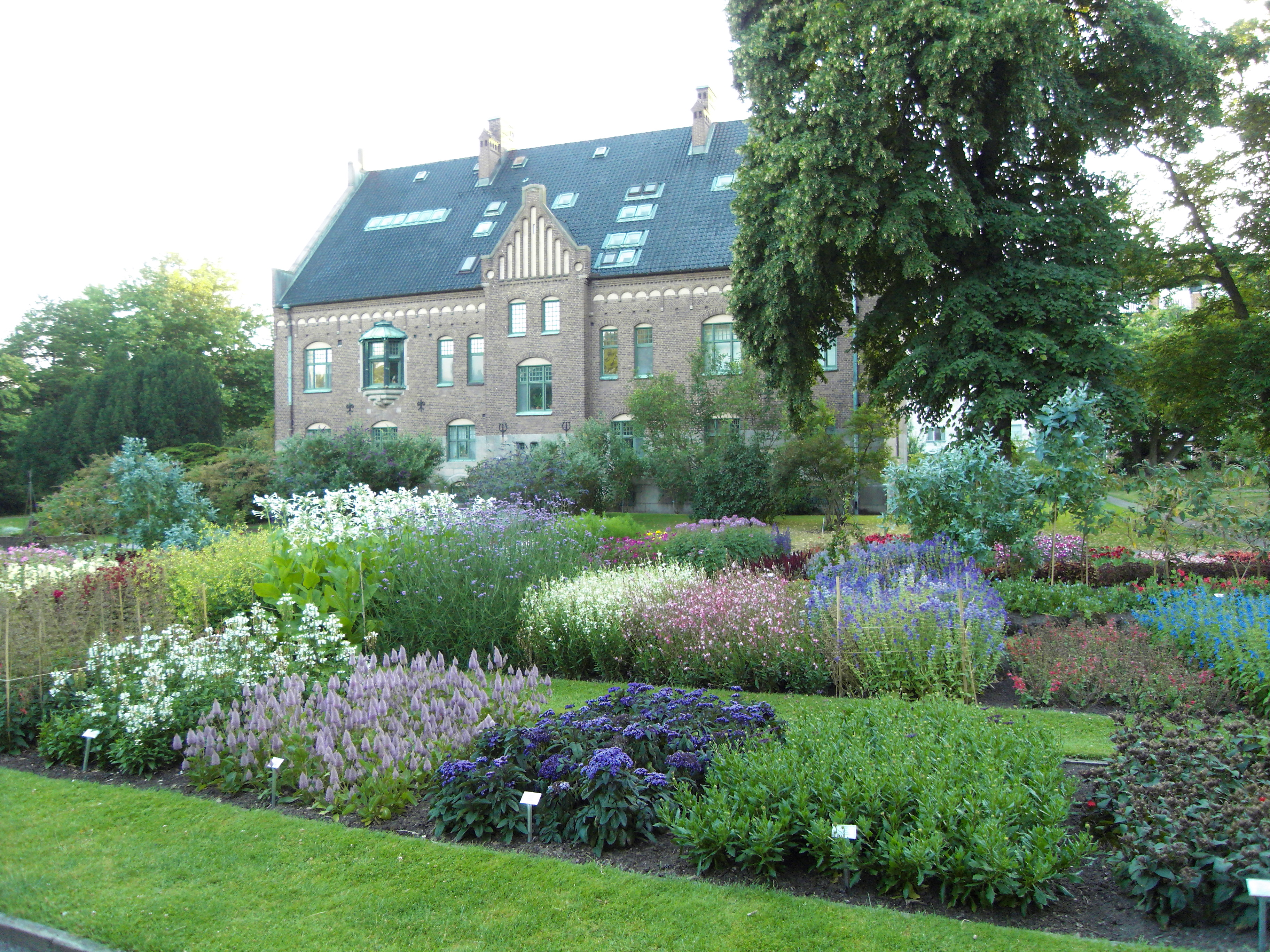
Massifs de fleurs et le musée botanique.

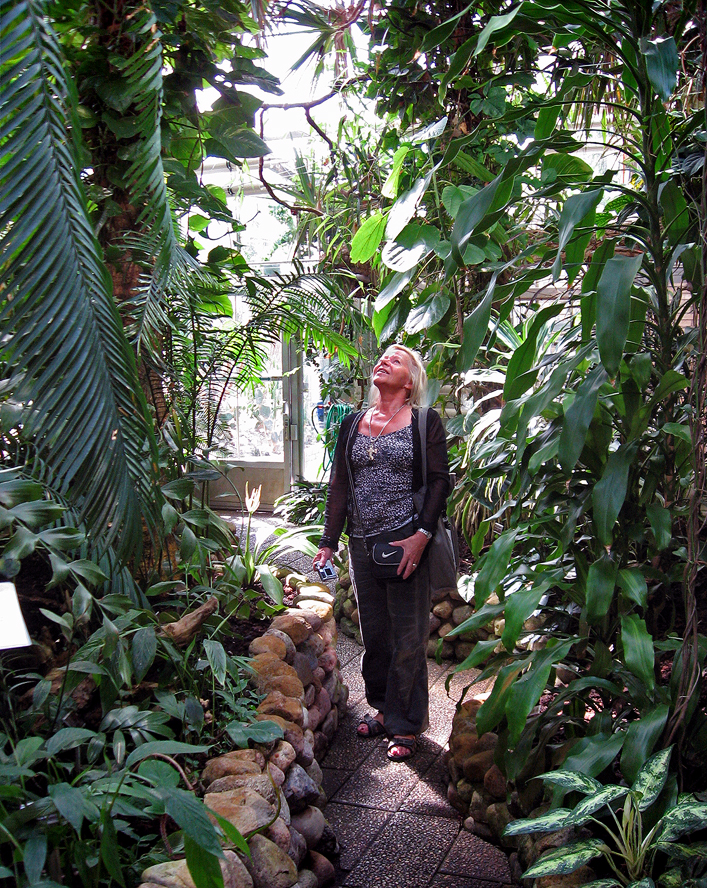
IIntérieur d'une serre dans le jardin botanique de Lund 2007.

## Histoire
L'université de Lund possède un jardin botanique depuis les années 1690, sur le site actuel du bâtiment principal de l'université, près de Lundagård, mais celui-ci était en mauvais état. En 1746, l'architecte Carl Hårleman, aussi responsable de Lundagård, créa les plans pour un nouveau jardin botanique, incluant une orangerie. À la même période, l'université commença à fortement se développer, et l'orangerie fut utilisée comme salle de cours en anatomie, ainsi qu'en prison étudiante, et au milieu du XIXe siècle, le site était devenu bien trop petit, et il fut donc décidé de déplacer le jardin dans le quartier Tornalyckan, en périphérie de la ville de l'époque. Ce fut Jakob Georg Agardh qui fut nommé pour établir les plans de ce nouveau jardin, ainsi que de sa serre. En 1913, le musée botanique de Lund fut construit dans le jardin par l'architecte Theodor Wåhlin.

## Musée botanique
Le musée botanique a pour origine, tout comme le musée historique de Lund et le musée zoologique de Lund, le cabinet de curiosités créé par Kilian Stobaeus et donné à l'université de Lund en 1735. La collection, très hétéroclite, fut séparé en ces trois différents musées en 1805. Le musée botanique fut particulièrement enrichi par les collections d'algues de Jakob Georg Agardh, et les collections de plantes vasculaires de Anders Jahan Retzius et Erik Acharius. De nos jours, la collection contient 2,5 millions d'exemplaires, dont 102 000 algues, ce qui en fait une des plus importantes collections d'algues du monde. Le musée n'est pas ouvert au public; il est réservé à la recherche.

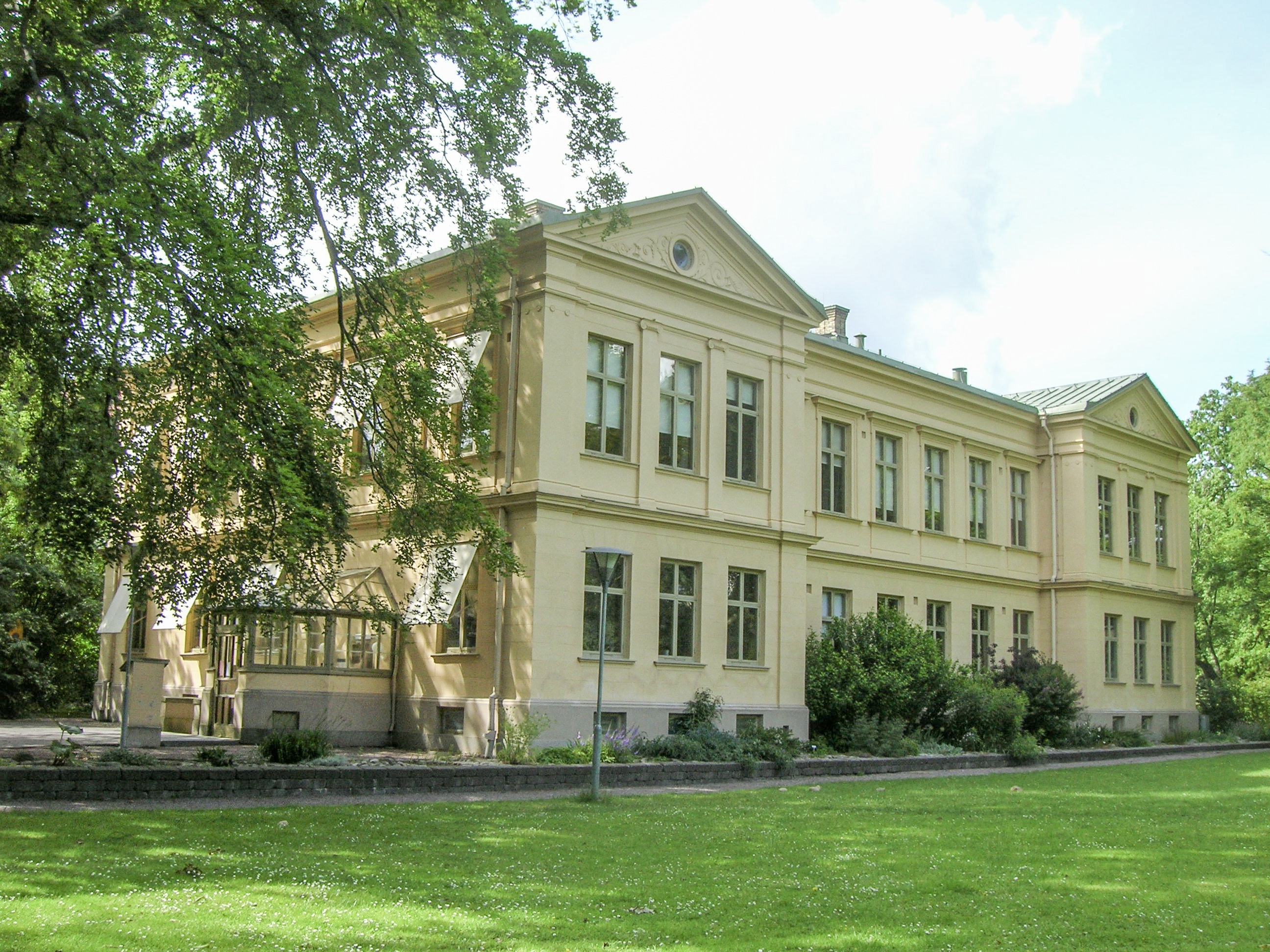
Villa à l'intérieur du jardin botanique